# Experiencia religiosa
«Experiencia religiosa» es una canción interpretada por el cantautor español Enrique Iglesias, tomado de su álbum debut de estudio homónimo Enrique Iglesias (1995). La canción fue escrita por Chein García Alonso y producida por Rafael Pérez-Botija y se lanzó como el segundo sencillo de dicho álbum por la empresa discográfica Fonovisa el 15 de enero de 1996. En 1997, la canción ganó en la categoría "Canción pop del año" en los premios Lo Nuestro, y su vídeo musical fue nominado al Mejor video del año. Obtuvo la primera ubicación en el Hot Latin Tracks de la revista Billboard.

## Información de la canción
La canción fue compuesta por Chein García Alonso, producido por Rafael Pérez Botija y se convirtió en otro exitoso lanzamiento para Iglesias. La canción incluye un arreglo de gospel en los coros. Una versión en italiano fue también lanzada en la edición italiana del álbum Enrique Iglesias. En 1997, la banda juvenil irlandesa Boyzone realizó una versión de esta canción, titulado "Mystical Experience", logrando ingresar en las listas latinas de la revista Billboard.

## Créditos y personal
- Arreglos y programación: Manuel Santisteban
- Arreglos de coros: Kenny O'Brian
- Teclados: Manuel Santisteban y Randy Waldman
- Bajo: Scott Alexander
- Batería: Greg Bissonette
- Guitarra: Michael Landau
- Percusión: Luis Conte
- Coros: Coro del Gospel de Stephanie Spruill

## Posicionamiento en listas
| Lista (1996)                                  | Maxima posición |
| --------------------------------------------- | --------------- |
| U.S. Billboard Hot Latin Tracks               | 1               |
| U.S. Billboard Latin Pop Airplay              | 2               |
| U.S. Billboard Latin Regional Mexican Airplay | 2               |
| U.S. Billboard Latin Tropical/Salsa Airplay   | 15              |

### Sucesión y posicionamiento
| Predecesor: Amor de Cristian | U.S. Billboard Hot Latin Tracks — Sencillo N°. 1 20 de abril de 1996 - 10 de mayo de 1996 | Sucesor: El circo de Los Tigres del Norte |